# Oskar Schindler
Pour les articles homonymes, voir Schindler.
Ne doit pas être confondu avec Osmar Schindler.
Oskar Schindler, né le 28 avril 1908 à Zwittau (à l'extrême ouest du margraviat de Moravie alors en Autriche-Hongrie) et mort le 9 octobre 1974 à Hildesheim, en Allemagne de l'Ouest, est un industriel allemand. Il est l'époux d'Émilie Schindler. 
Durant la Shoah, avec sa femme, il sauve entre 1 100 et 1 200 Juifs en les faisant travailler dans ses fabriques d'émail et de munitions situées respectivement dans le Gouvernement général de Pologne et dans le protectorat de Bohême-Moravie.
Il est honoré du titre de « Juste parmi les nations », par le Mémorial de Yad Vashem, en 1967. Sa vie est le sujet d'un roman de Thomas Keneally (La Liste de Schindler) en 1982 et d'un film (du même nom) de Steven Spielberg en 1993. Il est enterré au cimetière chrétien du mont Sion à Jérusalem.

## Biographie

### Enfance
Oskar Schindler naît le 28 avril 1908 à Zwittau, en margraviat de Moravie, dans une famille catholique.[réf. souhaitée]

### Carrière
Industriel allemand sudète, Oskar Schindler devient membre du Parti allemand des Sudètes en 1935.
En 1936, il collabore avec l'Abwehr, le service de renseignement militaire de l'Allemagne nazie et est affecté à Abwehrstelle II Commando VIII, basée à Breslau. Il expliquera plus tard à la police tchèque qu'il l'a fait parce qu'il avait besoin d'argent ; en ces temps, Schindler est en butte à des problèmes d'alcool et est constamment endetté. Ses tâches pour l'Abwehr incluent la collecte d'informations sur les chemins de fer, les installations militaires, les mouvements de troupes, ainsi que le recrutement d'autres espions au sein de la Tchécoslovaquie, en préparation du projet d'invasion du pays par l'Allemagne nazie.
Il est arrêté par le gouvernement tchèque pour espionnage le 18 juillet 1938 et est immédiatement emprisonné, mais est libéré en tant que prisonnier politique grâce aux accords de Munich. Schindler demande son adhésion au Parti national-socialiste le 1er novembre et celle-ci est acceptée l'année suivante.
Après un certain temps à Zwittau, Schindler est promu commandant en second de son unité Abwehr et déménage avec sa femme à Ostrava, à la frontière tchéco-polonaise, en janvier 1939. Il demeure impliqué dans les activités d'espionnage dans les mois qui précèdent l'occupation de la Bohême-Moravie par les troupes allemandes en mars. Son épouse Émilie l'aide dans cette activité, en travaillant et cachant des documents secrets dans leur appartement pour le bureau Abwehr.
Comme il se rend souvent en Pologne pour affaires, lui et ses 25 agents sont en mesure de recueillir des informations sur les activités des chemins de fer militaires polonais en vue de la prochaine et planifiée invasion de la Pologne. Une mission concerne en particulier son unité pour surveiller et fournir des informations sur la ligne de chemin de fer et le tunnel du col de Jablunkov, considéré comme critique pour le mouvement des troupes allemandes. Le tunnel est capturé intact par la 14e armée le 1er septembre 1939, dans les premières heures de la Seconde Guerre mondiale. Schindler continue à travailler pour l'Abwehr jusqu'à l'automne 1940, quand il est envoyé en Turquie pour enquêter sur la corruption parmi des officiers de l'Abwehr affectés à l'ambassade d'Allemagne.

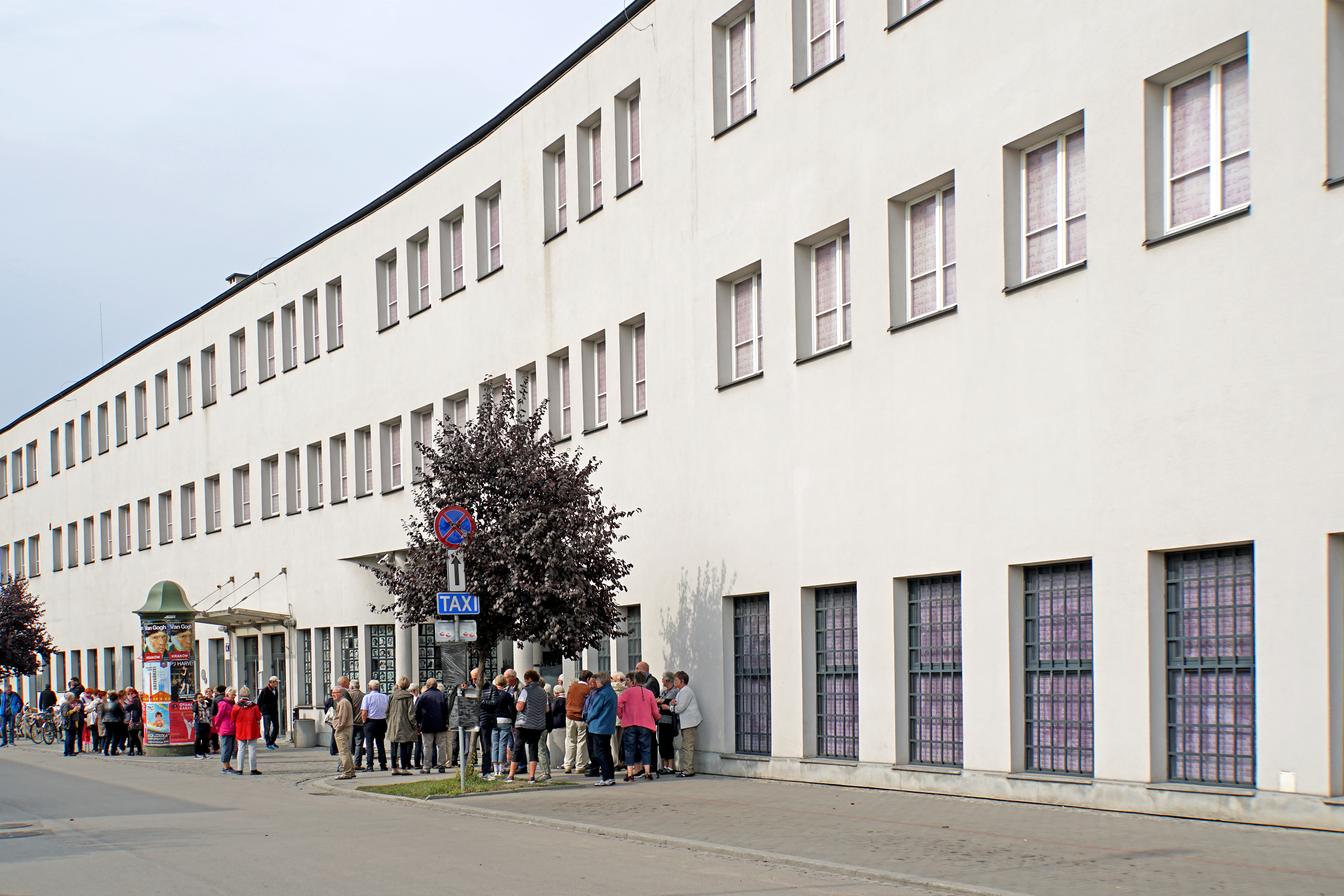
Usine de Schindler à Cracovie (2016).

Il fait ensuite fortune en dirigeant la Deutsche Emailwarenfabrik, une usine spécialisée dans la fabrication de batteries de cuisine en émail, située à proximité du camp de concentration de Plaszow, au sud de la ville de Cracovie, et ceci en profitant de ses bonnes relations avec le chef de ce camp nazi Amon Göth, lequel lui fournit la main-d'œuvre parmi les nombreux Juifs internés. Initialement, Schindler est surtout intéressé par le potentiel financier de l'entreprise et engage des Juifs parce qu'ils sont moins chers que les Polonais — les salaires étant fixés par le régime nazi d'occupation.

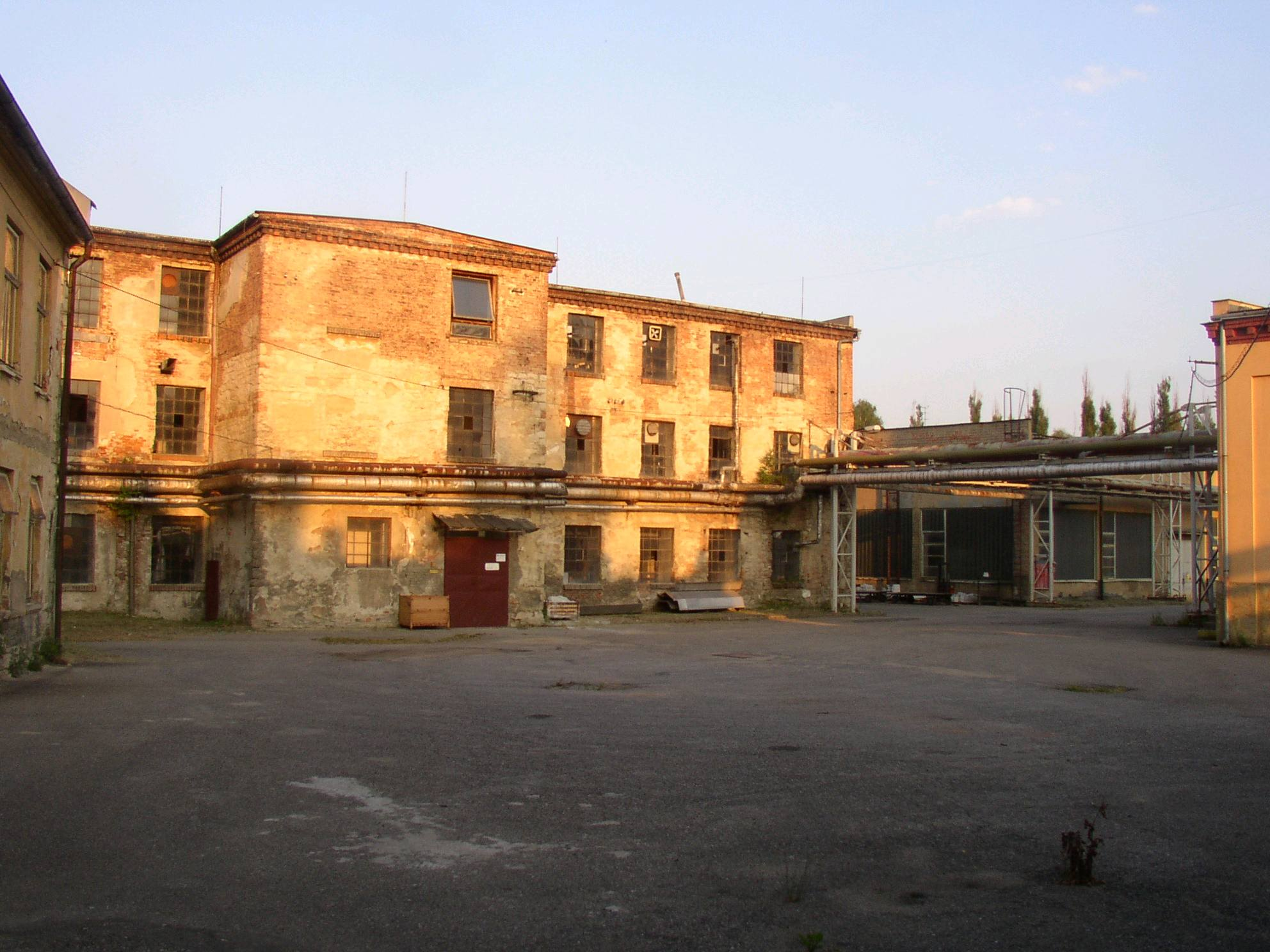
L'usine de Schindler à Brněnec, en République tchèque (2004).

Plus tard, interpellé par leur sort, il prend parti pour eux et, aidé de sa femme Émilie, ainsi que par son ami juif Itzhak Stern et de sa secrétaire Mimi Reinhardt, il sauve ainsi la vie de 1 100 à 1 200 d'entre eux en les arrachant aux camps d'extermination nazis et en les amenant à 15 kilomètres au sud de sa ville natale pour les faire travailler dans l'usine d'armement de Brünnlitz intégrée au camp de concentration de Gross-Rosen, aujourd'hui dans Brněnec. Il orchestre alors la faillite de cette nouvelle usine, notamment pour sauver ses travailleurs juifs et ne pas ralentir l'avancée alliée par sa production d'armes. Il se rend également jusqu'à Auschwitz pour récupérer ses ouvrières juives dirigées vers le camp par l'administration nazie. Il joue parfaitement de son charisme, de son savoir-faire pour mener à bien ses actions de sauvetage et il y consacre aussi ses biens personnels.
Il est arrêté trois fois, dont une fois sans mandat, en 1942, pour avoir embrassé l'une de ses ouvrières juives. Cette arrestation concernait également une attitude générale qui tendait vers un certain favoritisme envers la communauté juive. Son emprisonnement ne dure que quelques semaines. La troisième arrestation a lieu quelque temps après l'emprisonnement d'Amon Göth, le commandant du camp de travaux forcés juifs de Płaszów en Pologne, en raison de liens d'affaires liant les deux hommes et de pots-de-vin dans la finalité d'acheter la bonne de Göth pour lui sauver la vie. Ils étaient tous deux membres du parti nazi. Cette dernière arrestation ne dure que huit jours.
En 1945, pour échapper à la capture des Soviétiques, Schindler et sa femme partirent vers l’ouest dans leur véhicule, une biplace Horch, d’abord avec plusieurs soldats allemands en fuite chevauchant sur les marchepieds. Un camion contenant la maîtresse de Schindler, Marta, plusieurs travailleurs juifs et une cargaison de marchandises du marché noir suivait. Les troupes soviétiques ont confisqué le Horch dans la ville de České Budějovice capturée. Les Schindler n’ont pas pu récupérer le diamant qu’Oskar avait caché sous le siège. Ils ont continué en train et à pied jusqu’à ce qu’ils atteignent les lignes américaines à Lenora puis se sont rendus à Passau, où un officier juif américain les a fait voyager en Suisse. Ils ont déménagé en Bavière en Allemagne à la fin de 1945.
À la fin de la guerre, Schindler avait dépensé toute sa fortune en pots-de-vin et en achats au marché noir pour ses travailleurs. Pratiquement démuni, il s’installa brièvement à Regensburg puis plus tard à Munich, mais ne prospéra pas dans l’Allemagne d’après-guerre. Il était réduit à recevoir l’aide d’organisations juives. En 1948, il a présenté une demande de remboursement de ses dépenses de guerre au American Jewish Joint Distribution Committee et a reçu 15 000 $. Il a estimé ses dépenses à plus de 1 056 000 $, y compris les coûts de construction du camp, les pots-de-vin et les biens du marché noir, y compris la nourriture.

### Dernières années
Après la fin de la Seconde Guerre mondiale, il émigre avec son épouse en Argentine où il devient éleveur de poulets et de ragondins dans la localité d'Haedo, dans la banlieue ouest de Buenos Aires. Ne réussissant pas son entreprise, il revient seul en Allemagne en 1958. Là, il essaie de se relancer dans l'industrie, en ouvrant par exemple une usine de ciment mais échoue encore. Il se tient au courant, après-guerre, de la vie des personnes qu'il a sauvées et reste en contact avec elles.
Il meurt le 9 octobre 1974 à Hildesheim d'une insuffisance hépatique, à l'âge de 66 ans.

## Hommages
Le 18 juillet 1967, le Mémorial de Yad Vashem le proclame « Juste parmi les nations ». Cet honneur est aussi accordé le 24 juin 1993 à sa veuve Émilie Schindler, morte à son tour le 5 octobre 2001. Il est l'un des rares membres du parti nazi à avoir reçu une telle distinction de l'État d'Israël.

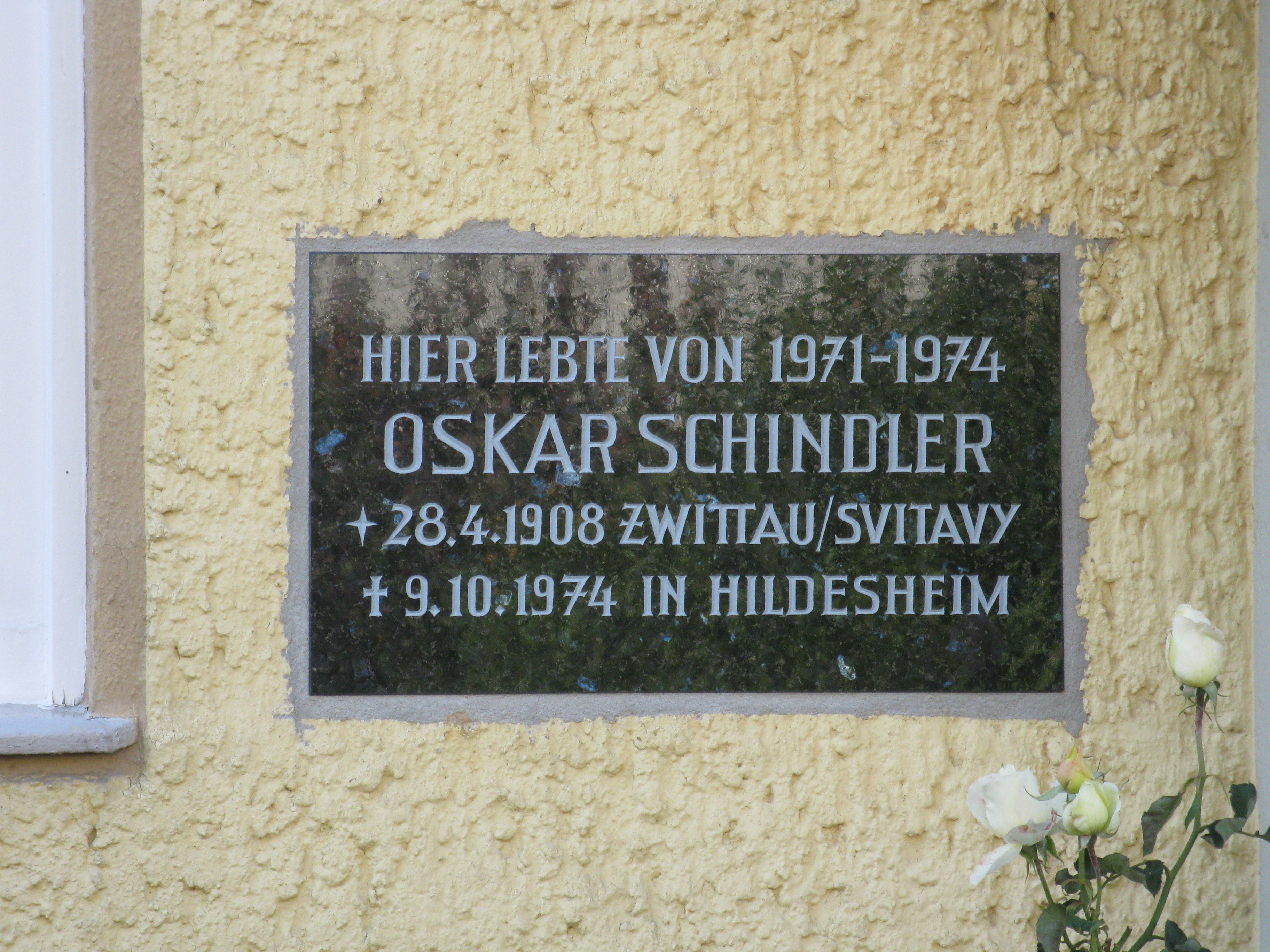
Plaque commémorative à Hildesheim où Schindler vivait entre 1971 et 1974.
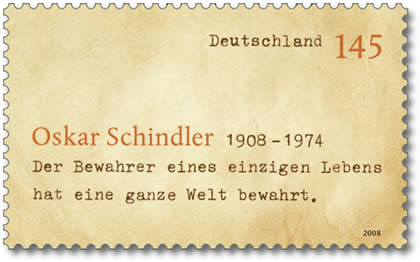
Timbre commémoratif allemand de la Deutsche Post célébrant le centenaire de la naissance d'Oskar Schindler. La phrase indique : « Celui qui sauve une vie sauve l'humanité toute entière ».
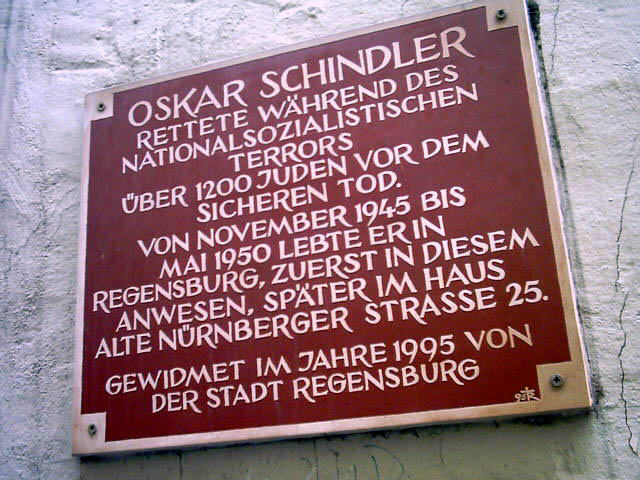
Plaque commémorative à Ratisbonne.
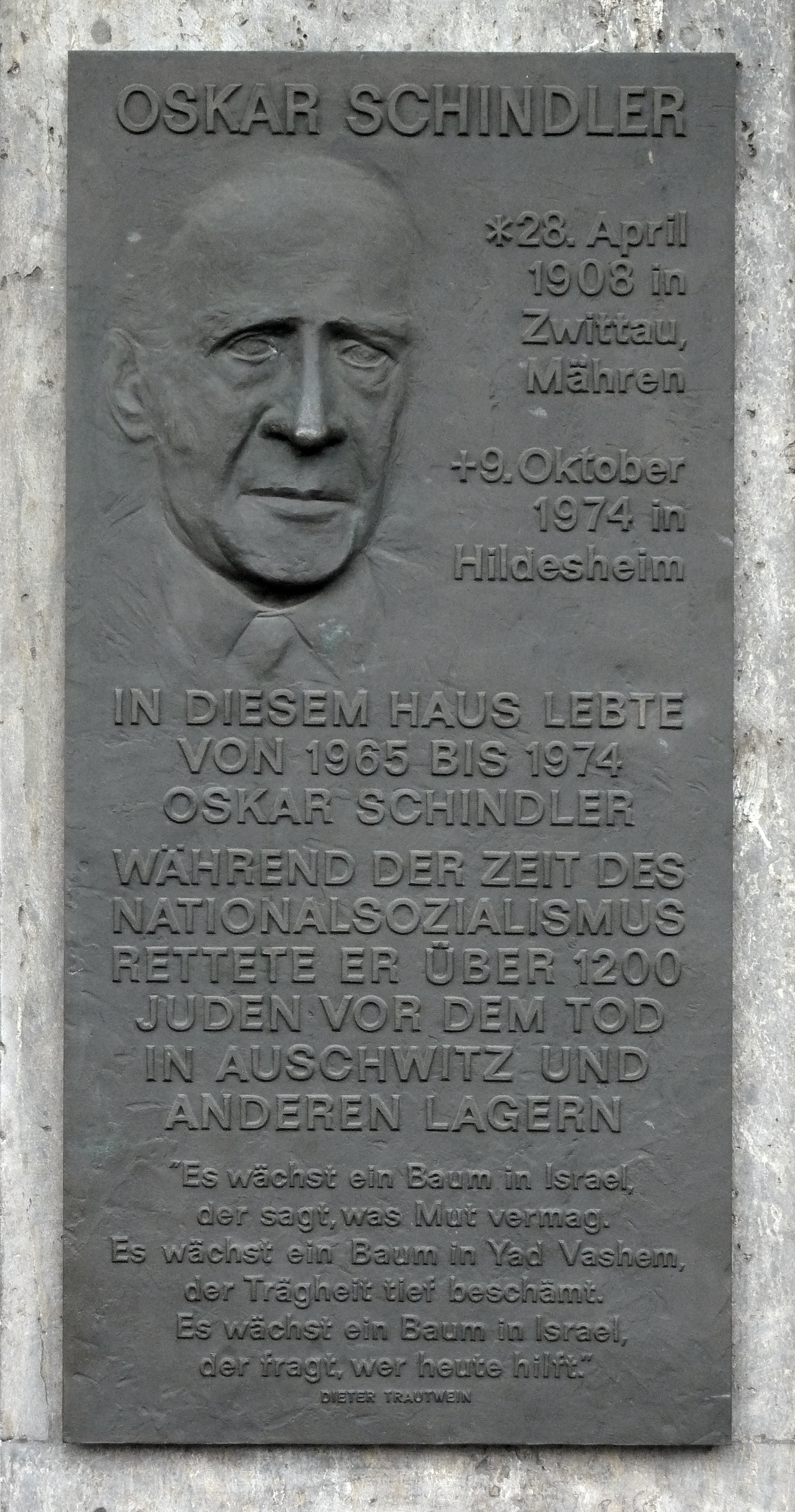
Plaque commémorant Oskar Schindler, près de la gare centrale de Frankfort-sur-le-Main.
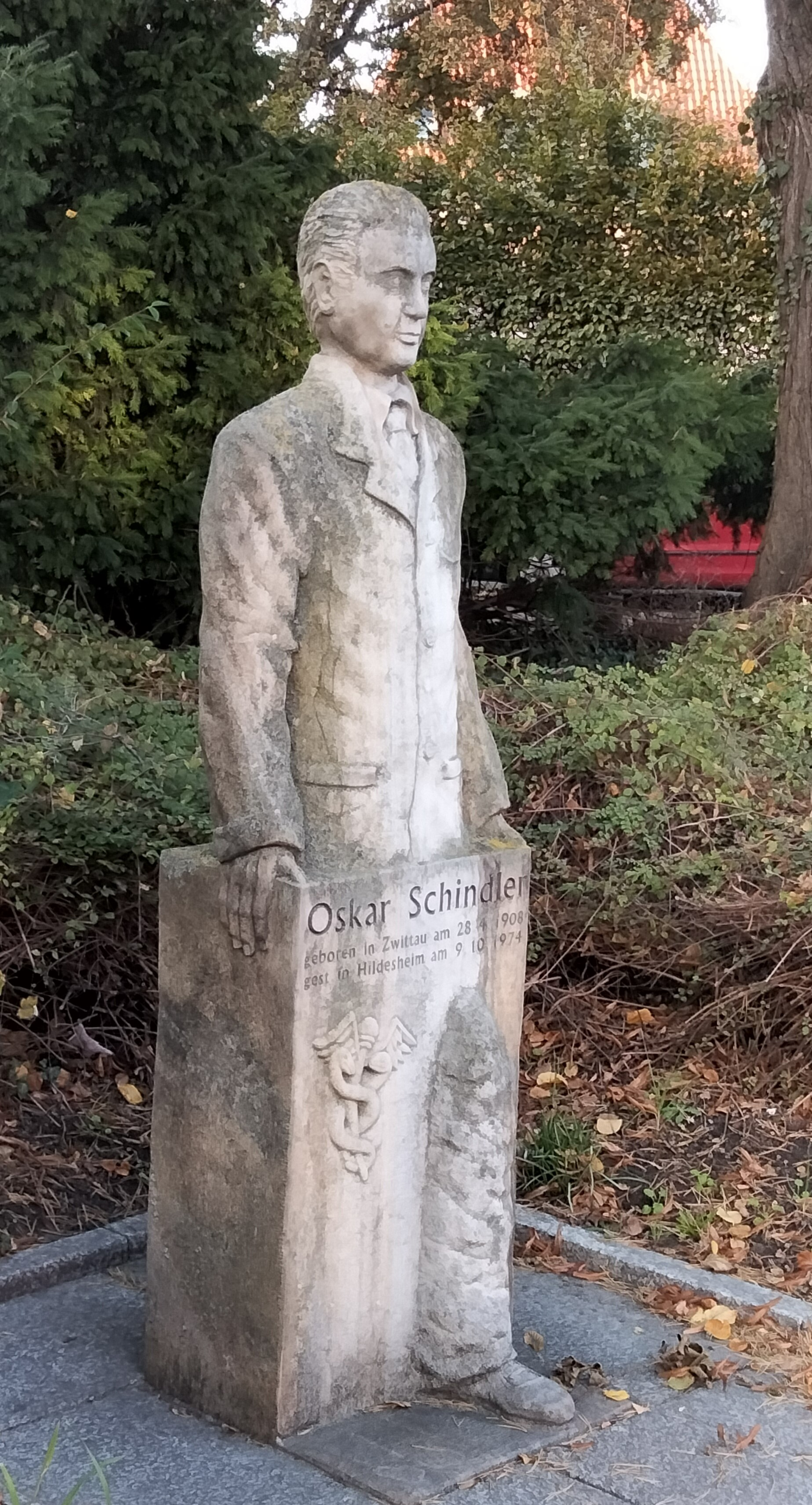
Monument à Hildesheim.

## Œuvres inspirées de son action

### La Liste de Schindler, roman
Le roman de Thomas Keneally, Schindler's Ark (La Liste de Schindler, 1982), a fait connaître son action au grand public, avant que l'histoire soit adaptée au cinéma par Steven Spielberg.

### La Liste de Schindler, film
Le film, sorti en 1993, tiré du roman et réalisé sous le même titre par Steven Spielberg, retrace son histoire durant la Seconde Guerre mondiale et les méthodes qu'il a employées pour sauver des Juifs. Schindler est interprété par Liam Neeson.
Le film remporte sept Oscars en 1994 dont celui du meilleur film et du meilleur réalisateur ainsi que toutes les principales récompenses dans la catégorie meilleur film et un nombre exceptionnel de prix. Parmi eux : sept British Academy Awards, un Christopher Award (en) et trois Golden Globes.
La Liste de Schindler est désigné meilleur film par : la New York Film Critics Circle, la National Society of Film Critics, le National Board of Review, la Producers Guild of America, la Los Angeles Film Critics Association, la Chicago Film Critics Association, la Boston Society of Film Critics et la Dallas-Fort Worth Film Critics Association.
Spielberg est également récompensé par les Directors Guild of America Awards.

### Autres
Dans ses mémoires posthumes, The Boy on the Wooden Box: How the Impossible Became Possible . . . on Schindler's List, Leon Leyson (en) retrace la façon dont il fut sauvé par Schindler.